# ثلاثة عشر لغزا
لغز المشكلات الثلاثة عشر (بالإنجليزية: The Thirteen Problems)‏ هي مجموعة قصص قصيرة للكاتبة البريطانية أجاثا كريستي، نُشرت لأول مرة في بريطانيا عن طريق نادي كولنز للجرائم في يونيو 1932، وفي الولايات المتحدة عن طريق شركة دود وميد في عام 1933 تحت عنوان منتدى الثلاثاء. بيعت النسخة في المملكة المتحدة بالتجزئة بسعر سبعة شلنات وستة بنسات، وفي الولايات المتحدة بدولارين. تبرز في قصص الثلاثة عشر المحققة الهاوية الآنسة ماربل، وابن أخيها ريمون ويست، وصديقها السير هنري كليثرنج. وتعتبر من أقدم القصص التي كتبتها أجاثا حول الآنسة ماربل.

## مقدمة الحبكة
كما في بعض مجموعات القصص القصيرة للكاتبة أجاثا كريستي (على سبيل المثال: شركاء في الجريمة)، تستخدم كريستي السرد الشامل، ما يجعل الكتاب أكثر شبهًا بالرواية العَرَضية. توجد ثلاثة مجموعات من القصص، على الرّغم من أنها مترابطة فيما بينها. تتألف المجموعة الأولى من ست قصص تُروى من خلال نادي الثلاثاء، وهو تجمع أشخاص بأستدعاء من ابن اخيها السيد ريموند ويست يعرض كل منهم معضلة حدثت وضلت لغزا حتى وقت قريب، تحلها دائمًا المحققة الأنثى الهاوية وهي مرتاحة على كرسيها ذي الذراعين. واحد من الضيوف هو السير هنري كليثرينج، المفوض السابق لسكوتلاند يارد، ما يسمح لكريستي بحل القضية، عادة ما يُشار إلى أن القبض على المجرمين حدث بمساعدته.
يدعو السير هنري كليثرنج الآنسة ماربل لحفلة عشاء، وهنالك تُروى المجموعة التالية المكونة من ست قصص. تستخدم مجموعة الضيوف لعبة تخمين مشابهة، وتنتصر الآنسة ماربل مرة أخرى. تدور أحداث القصة الثالثة عشر، الموت غرقًا، في وقت ما بعد حفلة العشاء عندما تكتشف الآنسة ماربل أنّ كليثرنج يقيم في سانت ماري ميد وتطلب منه مساعدتها في التحقيق بما يخص موت فتاة في تلك القرية المحلية. تعمل الأنسة ماربل سرًا في بداية القصة على اكتشاف القاتل وتبرهن على صحة حلها للقضية.
طبعا يثق السد هنري كليثرينج ب الانسة ماربل ثقة كبيرة و يقدرها وهذا ما جعله يثق بها 

## الحبكات

### نادي الثلاثاء
تلتقي مجموعة من الأصدقاء في منزل الآنسة ماربل في سانت ماري ميد. يوجد بالإضافة إلى الآنسة العجوز ماربل وابن أخيها –الكاتب ريمون ويست- الفنانة جويس لامبريير، والسير هنري كليثرنج (مفوض سابق في سكوتلاند يارد)، وكاهن يُدعى الدكتور بيندر، والمحامي السيد بيتريك. تتحول المحادثة إلى ألغاز غامضة، ويدّعي رايموند، وجويس، وبيندر، وبيتريك أنّ مهنهم هي المهن المثالية لحل الجرائم. تقترح جويس أنّ يشكلوا ناديًا، موعده كل يوم ثلاثاء، وعلى كل شخص من المجموعة أن يروي لغزًا حقيقيًا، ويحاول الآخرون حلّه. يوافق السير هنري على المشاركة، وتتطوع الآنسة ماربل بنفسها لإكمال المجموعة بسرور.
يروي السير هنري القصة الأولى حول ثلاثة أشخاص يتناولون العشاء، وبعد الانتهاء يمرضون جميعهم، من المحتمل أنّ السبب تسمم غذائي، ويموت واحد منهم نتيجة لذلك. الأشخاص الثلاثة هم السيد والسيدة جونز، ورفيقة الزوجة الآنسة كلارك، وقد ماتت السيدة جونز. كان السيد جونز مندوبًا تجاريًا. شاهدت خادمة في أحد الفنادق التي كان يقيم بها ورقة نشّاف، استخدمها ليكتب رسالة. تشير عباراتها القابلة لفك شيفرتها أنه كان معتمدًا على مال زوجته، وعلى وفاتها، وعلى «المئات والآلاف». قرأت الخادمة موضوع الوفاة في الورقة، واستدلت إلى بعض أقاربهم في القرية الصغيرة حيث يعيش السيد والسيدة جونز، وكتبت لهم. سبب هذا سلسلة من الإشاعات أدت إلى نبش جثة السيدة جونز واكتشاف تسممها بمادة الزرنيخ. كان هنالك إشاعة أخرى ربطت السيد جونز بابنة الطبيب، لكن لم يكن هنالك شيء مُثبت. أكدت غلاديس خادمة آل جونز بدموعها التي ذرفتها أنّ الثلاثة تناولوا نفس الوجبة من سرطان البحر المعلّب والخبز والجبن والكعك. أعدّت أيضًا صحنًا من دقيق الذرة للسيدة جونز لتهدأ معدتها، لكن الآنسة كلارك أكلت منه أيضًا، على الرغم من اتباعها حمية غذائية بسبب مشاكل مستمرة في وزنها. كان لدى السيد جونز تفسيرًا معقولًا للرسالة الموجودة في غرفة الفندق.

## القصص الموجودة في الكتاب[4]

### منتدى الثلاثاء
منتدى الثلاثاء (بالإنجليزية: The Tuesday Night Club)

### البيت الغامض
بيت عشتروت الوثني (بالإنجليزية: The Idol House of Astarte)

### سبائك الذهب
سبائك الذهب (بالإنجليزية: Ingots of Gold)

### دماء على الرصيف
الرصيف الملطخ بالدم (بالإنجليزية: The Blood-Stained Pavement)

### الدافع و الفرصة
الدافع مقابل الفرصة (بالإنجليزية: Motive v. Opportunity)

### الالهام
كَوْمة السمك (بالإنجليزية: The Thumb Mark of St. Peter)

### لغز الزهور الزرقاء
الزهرة الزرقاء (بالإنجليزية: The Blue Geranium)

### لغز الغريقتين
المرافقة (بالإنجليزية: The Companion)

### من القاتل؟
المشبوهون الأربعة (بالإنجليزية: The Four Suspects)

### المخدوعة
مأساة في عيد الميلاد (بالإنجليزية: A Christmas Tragedy)

### العشب المسموم
عُشبة الموت (بالإنجليزية: The Herb of Death)

### الخدعة الكبرى
قضية في «الشاليه» (بالإنجليزية: The Affair at the Bungalow)

### لغز الغريقة
الموت غرقًا (بالإنجليزية: Death by Drowning)

## عناوين الترجمات العربية
- ثلاثة عشر لغزًا - دار الأجيال للنشر.[5]
- نادي الجريمة - عمر عبد العزيز أمين ونشر دار ميوزيك للطبع والنشر (ترجمة بعض القصص). وتحمل الرواية الرقم (87) ضمن السلسلة.[6]
- معبد الحب - دار الحرية للنشر والتوزيع.[7]
- لغز المشكلات الثلاث عشر - دار جرير[8]